# Le Cœur supplicié
Le Cœur supplicié est un poème d'Arthur Rimbaud composé en mai 1871. Il existe sous trois versions au titre différent — Le Cœur supplicié, Le Cœur du pitre et Le Cœur volé — et aux variantes mineures. Avec le sonnet Voyelles, ce poème particulièrement âpre a suscité de nombreux commentaires et des interprétations diverses.

## Historique des versions
Il existe de ce poème trois textes autographes successifs.
Intitulée Le Cœur supplicié, la première version est adressée par Rimbaud à Georges Izambard le 13 mai 1871, dans la première des célèbres Lettres du voyant. Le poème s'y trouve présenté en ces termes : « Vous n'êtes pas Enseignant pour moi. Je vous donne ceci : est-ce de la satire, comme vous diriez ? Est-ce de la poésie ? C'est de la fantaisie, toujours. − Mais, je vous en supplie, ne soulignez ni du crayon, ni trop de la pensée : […] ». Une remarque suit le poème : « Ça ne veut pas rien dire. » Cette phrase sibylline vise-t-elle l'ensemble de la lettre ou le seul poème ? Cette ambiguïté a ouvert la porte à diverses interprétations, dont certaines recherchent une signification cachée.
Le 10 juin 1871, Rimbaud envoie à Paul Demeny une deuxième copie de son poème, sous le titre Le Cœur du pitre. Il commente l'œuvre ainsi : « Voici, — ne vous fâchez pas, — un motif à dessins drôles : c'est une antithèse aux douces vignettes pérennelles où batifolent les cupidons ». Dans la première strophe, au vers 6, le verbe « lance » (un rire général) est remplacé par « pousse ». Avec le titre, c'est la seule modification notable.
Sous le titre Le Cœur volé, une troisième version est connue par une copie de Paul Verlaine. Les changements y sont plus nombreux et significatifs.
La revue littéraire La Vogue publie le poème pour la première fois dans son no 7 du 7 juin 1886. C'est cette version que retiennent généralement les publications.

## Texte
1 Mon triste cœur bave à la poupe...

    Mon cœur est plein de caporal !

    Ils y lancent des jets de soupe,

    Mon triste cœur bave à la poupe...

5   Sous les quolibets de la troupe

    Qui lance un rire général,

    Mon triste cœur bave à la poupe,

    Mon cœur est plein de caporal !

9 Ithyphalliques et pioupiesques

    Leurs insultes l’ont dépravé ;

    À la vesprée, ils font des fresques

    Ithyphalliques et pioupiesques ;

13  Ô flots abracadabrantesques,

     Prenez mon cœur, qu’il soit sauvé !

     Ithyphalliques et pioupiesques,

     Leurs insultes l’ont dépravé.

17  Quand ils auront tari leurs chiques,

     Comment agir, ô cœur volé ?

     Ce seront des refrains bachiques

     Quand ils auront tari leurs chiques !

21  J’aurai des sursauts stomachiques

     Si mon cœur triste est ravalé !

     Quand ils auront tari leurs chiques,

     Comment agir, ô cœur volé ?

## Aspects formels
En forme de triolet, le poème comporte trois strophes de huit octosyllabes (soit 24 vers) alternant rimes féminines et masculines. Il repose sur la répétition du premier vers au quatrième puis des deux premiers vers aux septième et huitième. Dépassant le ton badin, cette ritournelle touche à l'incantation.
Volontiers original, le vocabulaire emploie des mots peu courants (ithyphallique ; bachiques), un archaïsme (vesprée) et plusieurs néologismes (pioupiesque ; abracadabrantesque ; stomachique).

## Analyse et interprétations
La teneur sexuelle du poème est souvent mise en avant. Chez Rimbaud, le « cœur » désigne parfois le sexe. En argot, la « poupe » signifie le fondement. Les deux termes évoquant le tabac (le « caporal » et la « chique ») peuvent renvoyer à la « tabatière », qui désigne l’anus en « langue verte ». Il en va de même pour le verbe « bave », dont le champ lexical du liquide évoquerait le sperme (le « bouillon » en argot de l’époque, Rimbaud parlant de « soupe »). Traumatique, empreinte de saleté et d’humiliation, la description est fréquemment considérée comme le souvenir d'un abus sexuel commis par des militaires, : en vertu d'un grinçant jeu de mots, c'est non pas le « cœur » du poète qui aurait été « volé » mais son corps le plus intime qu'on aurait « violé ». Le poème aurait ainsi valeur de catharsis.
L’interprétation de ce récit ne suscite pas l'unanimité. Une première thèse avance le souvenir de sévices infligés à Rimbaud par des Communards. On connaît en effet l'amère désillusion du poète à l'égard de l'insurrection après sa venue à Paris au printemps 1871. Plusieurs commentateurs contestent cette idée, que ne confirme aucun élément biographique et qui comporte des contradictions. Pour Steve Murphy, elle relève d’une invention anti-communarde. Une autre hypothèse situe le viol quelques trimestres plus tôt, lors d’une incarcération à la prison Mazas en septembre 1870,. Jugée davantage plausible par Murphy, cette supposition reste contestée car insuffisamment étayée,. De plus, la thématique de la sodomie se trouve dans des écrits antérieurs à l'emprisonnement parisien. Il se pourrait donc que la scène ne s'inspire d'aucun épisode biographique et qu'elle relève tout bonnement de l’invention, voire du fantasme. Quoi qu'il en soit, la crudité de la description plaide pour sa vraisemblance.

## Annexe